# Edelsgrub
Edelsgrub ist eine ehemalige Gemeinde mit 664 Einwohnern (Stand: 1. Jänner 2024) in der Steiermark. Seit 1. Jänner 2015 ist sie eine Katastralgemeinde der politischen Gemeinde Nestelbach bei Graz.

## Geografie
Edelsgrub liegt etwa zehn Kilometer östlich der Landeshauptstadt Graz im Bezirk Graz-Umgebung am Eingang zur Oststeiermark im österreichischen Bundesland Steiermark. Die Stiefing entspringt in Edelsgrub und durchquert das ehemalige Gemeindegebiet von Nord nach Süd.

## Geschichte
Der Ort wird 1406 erstmals als Nesengrub urkundlich erwähnt. Die Ortsgemeinde als autonome Körperschaft entstand 1850. Nach der Annexion Österreichs 1938 kam die Gemeinde zum Reichsgau Steiermark, 1945 bis 1955 war sie Teil der britischen Besatzungszone in Österreich.
Am 1. Jänner 2015 wurde Edelsgrub im Rahmen der steiermärkischen Gemeindestrukturreform mit den Gemeinden Nestelbach bei Graz und Langegg bei Graz zusammengeschlossen, die neue Gemeinde trägt den Namen „Nestelbach bei Graz“.

## Religionen
Die Katastralgemeinde gehört zur Gänze zur Pfarre Nestelbach bei Graz.

## Politik
Letzter Bürgermeister der bis 2014 selbstständigen Gemeinde war Gerhard Fuchs. Der Gemeinderat setzte sich nach den Wahlen von 2010 wie folgt zusammen:
- 6 ÖVP
- 3 Offene Gemeindeliste Edelsgrub

## Wappen
Die Verleihung des Gemeindewappens erfolgte mit Wirkung vom 1. April 1990.

Blasonierung (Wappenbeschreibung):
„In Schwarz ein goldener Apfelbaum in Form eines Lebensbaumes, überdeckt von einem goldenen Balken, darin ein Balken von zwei Reihen roter, unten abgerundeter Dachziegel.“
Nach der Gemeindezusammenlegung erlosch das Wappen von Edelsgrub.

## Wirtschaft und Infrastruktur
Der Ort ist ländlich strukturiert und rein auf Wohnen und Agrarwirtschaft ausgerichtet.

### Verkehr
Edelsgrub liegt abseits der Hauptverkehrsstraßen, die aber dennoch schnell zu erreichen sind. Die Süd Autobahn A 2 ist in circa vier Kilometer über die Anschlussstelle Laßnitzhöhe (169) zugänglich. Die Kirchbacher Straße B 73 ist in etwa acht Kilometer Entfernung über die Nachbargemeinde Empersdorf erreichbar.
Im Ort gibt es keinen Bahnhof. Der nächstgelegene Bahnhof der Steirischen Ostbahn befindet sich in Laßnitzhöhe in ca. 6 km Entfernung. Der Flughafen Graz ist ca. 15 km entfernt.

### Sport
- Der Fußballverein „OG-Edelsgrub“ (Ortsgruppe Edelsgrub) wurde bereits im Jahr 1985 von einigen fußballbegeisterten Einwohnern der Gemeinden Edelsgrub, Vasoldsberg und Nestelbach gegründet.

Der Gründungsobmann Wolfgang Wilfling gab die Geschicke des Vereines nach einem Jahr an Josef Schaller weiter, der bis 1996 die OG-Edelsgrub als ansehnliche Hobbyfussballmannschaft formte. Seit dem Jahre 1996 leitet Günther Wilfling als Obmann den Verein.
Neben den sportlichen Aktivitäten organisiert der Verein ein jährliches Elfmeter- und Fußballturnier auf dem Sportplatz in Edelsgrub.
Die OG-Edelsgrub hat derzeit 35 Mitgliedern.
- Der Freizeitclub Edelsgrub beschäftigt sich mit Motorsport. Obmann ist der bekannte Bergrallypilot Ewald Scherr.